# Баня (заповідне урочище)
Баня — заповідне урочище місцевого значення. Об'єкт розташований на території Звенигородського району Черкаської області, село Петрушки.
Площа — 1,7 га, статус отриманий у 2000 році.
Охороняється місцевість в заплаві давньої річки з великим пагорбом, з-під якого витікає джерело, вода якого має цілющі властивості.